# Zahnkupplung
Zahnkupplungen sind (weitgehend) drehstarre und formschlüssige Kupplungen. Sie übertragen das Drehmoment über ineinander gefügte Außen- und Innenverzahnungen.
Während die Innenverzahnung in der Regel gerade ausgeführt ist, wird die Außenverzahnung nahezu ausschließlich ballig ausgeführt. Dies ermöglicht den Ausgleich von winkligem Wellenversatz. Spezielle Balligkeitsformen lassen für Sonderanwendungen größere Auslenkwinkel zu. Der zulässige radiale Wellenversatz für Doppelzahnkupplungen ist proportional der Entfernung L zwischen den beiden Verzahnungspaarungen. Vorteilhaft sind die geringe Baugröße (hohe Leistungsdichte), die Unempfindlichkeit gegen Überlastungen und die Eignung für hohe Drehzahlen.

## Abbildungen

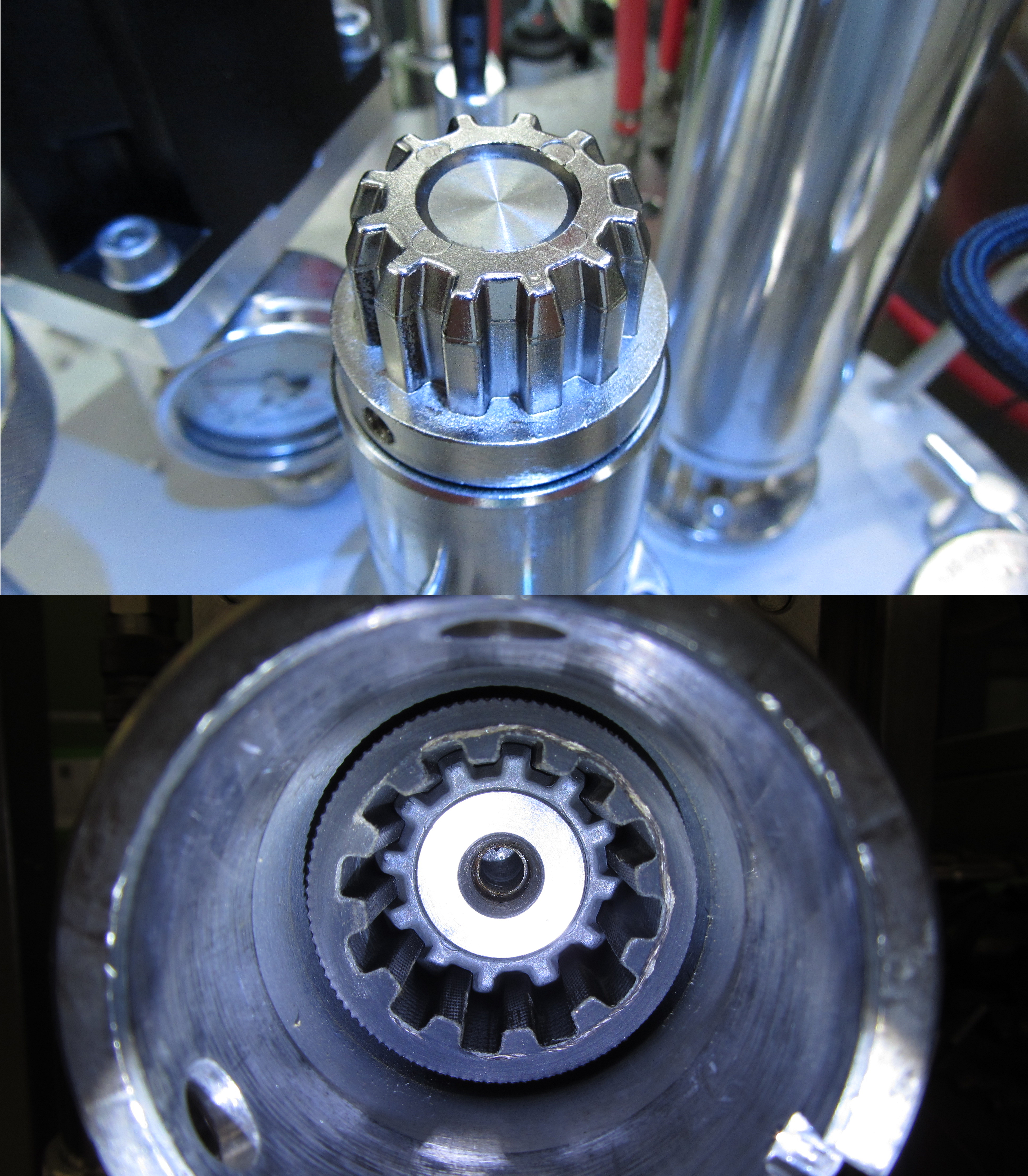
Zahnkupplung mit Chloropren-Kautschuk-Manschette eines Rührerantriebs